# Discografia de Jung Eun-ji
A discografia de Jung Eun-ji, uma cantora, compositora e atriz sul-coreana, consiste em três singles, três extended plays, oito trilhas sonoras originais e oito singles colaborativos.

## Extended plays
| Título                                                                                   | Detalhes do álbum | Melhor posição nas paradas | Melhor posição nas paradas | Melhor posição nas paradas | Melhor posição nas paradas | Vendas                    |
| Título                                                                                   | Detalhes do álbum | KOR                        | JPN                        | TW                         | US World                   | Vendas                    |
| ---------------------------------------------------------------------------------------- | --- | -------------------------- | -------------------------- | -------------------------- | -------------------------- | ------------------------- |
| Dream                                                                                    | - Lançado: 18 de abril de 2016 - Gravadora: Plan A Entertainment - Formatos: CD, LP, download digital Lista de músicas 1. "Hopefully Sky" (하늘바라기) 2. "Love Is Like The Wind" (사랑은 바람처럼) 3. "It's OK" 4. "Home" 5. "Love Is" (사랑이란) 6. "Hopefully Sky" (하늘바라기) (piano ver.)                                             | 3                          | —                          | —                          | 13                         | - KOR: 42,500+            |
| The Space                                                                                | - Lançado: 10 de abril de 2017 - Gravadora: Plan A Entertainment - Formatos: CD, download digital Lista de músicas 1. "The Spring" (너란 봄) 2. "The First Farewell" (처음 느껴본 이별) (com Kwak Jin-eon) 3. "Teenage Years of a Girl" (소녀의 소년) 4. "Moon of Seoul" (서울의) 5. "The Spring" (너란 봄) (piano ver.)                    | 3                          | 89                         | —                          | —                          | - KOR: 26,617+ - JPN: 829 |
| Hyehwa (暳花)                                                                            | - Gravadora: 17 de outubro de 2018 - Gravadora: Plan A Entertainment - Formatos: CD, download digital Lista de músicas 1. "For Hyehwa" (별 반짝이는 꽃을 위해) 2. "Being There" (어떤가요) 3. "Seasons Change" (계절이 바뀌듯) 4. "The Box" (상자) 5. "Thinking About You" (신경 쓰여요) 6. "B" 7. "Farewell" (김비서) 8. "Sae-byuk" (새벽) | 3                          | —                          | 3                          | —                          | - KOR: 17,773+            |
| "—" indica lançamentos que não figuraram nas paradas ou não foram lançados nessa região. | |                            |                            |                            |                            |                           |

## Singles
| Título                   | Ano  | Melhor posição nas paradas | Vendas (DL)       | Álbum     |
| Título                   | Ano  | KOR                        | Vendas (DL)       | Álbum     |
| ------------------------ | ---- | -------------------------- | ----------------- | --------- |
| "Hopefully Sky"          | 2016 | 1                          | - KOR: 1,366,552+ | Dream     |
| "The Spring"             | 2017 | 2                          | - KOR: 385,942+   | The Space |
| "Being There" (어떤가요) | 2018 | 63                         | —                 | Hyehwa    |

## Aparições em trilhas sonoras
| "All For You" (with Seo In-guk)                                                          | 2012 | 1  | - KOR: 2,690,706+ | Reply 1997 OST                |
| "Just the Way We Love" (com Seo In-guk)                                                  | 2012 | 3  | - KOR: 1,428,802+ | Reply 1997 OST                |
| "One Minute Ago" (com Kang Ho-dong)                                                      | 2013 | —  | —                 | Barefooted Friends OST        |
| "Saving Santa" (com Suho)                                                                | 2013 | —  | —                 | Saving Santa OST              |
| "It's You"                                                                               | 2014 | 11 | - KOR: 417,438+   | Three Days OST                |
| "A Love Before"                                                                          | 2016 | 79 | - KOR: 27,570+    | Entertainer OST               |
| "Your Garden"                                                                            | 2017 | —  | —                 | Strong Woman Do Bong-soon OST |
| "Stay With Me"                                                                           | 2018 | —  | —                 | Suits OST                     |
| "—" indica lançamentos que não figuraram nas paradas ou não foram lançados nessa região. |      |    |                   |                               |

## Singlescolaborativos
| "Love Day" (com Yang Yo-seob)                                                            | 2012 | 8  | - KOR: 1,604,167+ | A Cube For Season #Green    |
| "A Year Ago" (com Kim Nam-joo e Jang Hyun-seung)                                         | 2013 | 13 | - KOR: 300,616+   | A Cube for Season #White    |
| "Know We're Going to Break Up" (com Huh Gak)                                             | 2013 | 29 | - KOR: 192,124+   | Little Giant                |
| "Short Hair" (com Huh Gak)                                                               | 2013 | 1  | - KOR: 1,207,766+ | A Cube for Season #Blue     |
| Fanta Time (com Lee Kwang-soo e Niel)                                                    | 2013 | —  | —                 | Fanta Time                  |
| "Break Up To Make Up" (com Huh Gak)                                                      | 2014 | 1  | - KOR: 803,627+   | A Cube for Season #Sky-Blue |
| "Ocean" (com Huh Gak)                                                                    | 2016 | 5  | - KOR: 407,547+   | 'Plan A' First Episode      |
| "Be with Me" (com 10cm)                                                                  | 2019 | 80 |                   | ASA                         |
| "—" indica lançamentos que não figuraram nas paradas ou não foram lançados nessa região. |      |    |                   |                             |

## Videoclipes
| Ano  | Título          | Álbum          | Diretor(es)                          | Ref.   |
| ---- | --------------- | -------------- | ------------------------------------ | ------ |
| 2016 | "Hopefully Sky" | Dream          | Joo Hee Sun                          | [ 20 ] |
| 2017 | "The Spring"    | The Spring     | Mustache Film                        | [ 21 ] |
| 2018 | "Being There"   | Hyehwa Station | Lee Young Hoon (Daysdaze Production) | [ 22 ] |